# 俺の美女化が止まらない!?
『俺の美女化が止まらない!?』（おれのびじょかがとまらない、英語: Don’t stop my beautification）は、愛染マナによる日本の漫画作品。『コミックWACHA』（宙出版）にて、2021年4月30日より連載中。
2023年4月期にテレビ東京にてテレビドラマ化された。

## あらすじ
暗い性格の青年・斉藤晴臣は大学進学のために条件付き家賃1万円の破格物件に住むことになる。
同じ下宿先に住むらしき不思議な美女・恋々乃と出会い女性に関わると緊張するにも関わらず恋に落ちるが、実は彼女の正体は女装した男子であった。

## 登場人物
斉藤 晴臣（さいとう はるおみ）
主人公。K大理工学部の1年生。大学進学にあたり下宿先を探していたときに家賃1万円の物件を見つけるが、そこは部屋の階下にある女装コンセプトのカフェ「スピカドール」でのアルバイトが条件となっており、女装子として働くこととなる。
幼少期のころから赤面症で、特に女性と接するときに顕著に現れる。

## 書誌情報
- 愛染マナ『俺の美女化が止まらない!?』宙出版〈ASTRO COMICS〉、既刊2巻（2023年5月10日現在）
  1. 2023年4月10日発売[3]、ISBN 978-4-7767-5430-5
  2. 2023年5月10日発売[4]、ISBN 978-4-7767-5433-6

## テレビドラマ
2023年4月6日（5日深夜）から5月25日（24日深夜）まで、テレビ東京にて放送された。主演は楽駆。

### キャスト

#### 主要人物
斉藤晴臣（さいとう はるおみ）
演 - 楽駆（幼少期：後藤成貴）
本作の主人公。
九井恭平（くい きょうへい） / 恋々乃（ここの）
演 - 阪本奨悟（幼少期：小山蒼海）

ジュカ
演 - 木田佳介

うにぴょ
演 - とまん

原口苺美（はらぐち まいみ）
演 - 鞘師里保

百恵（ももえ）
演 - 丸山智己

#### ゲスト

##### 第1話
関口恵
演 - 戸簾愛

飯島貴子
演 - 秋葉美希

##### 第4話
坂本里奈
演 - 山中志歩

##### 第7話
苺美の元カレ
演 - 堀家一希

##### 第8話
九井恭太郎
演 - 神尾佑
恭平の父。

### スタッフ
- 原作 - 愛染マナ『俺の美女化が止まらない⁉』（宙出版）
- 脚本 - 政池洋佑、下亜友美、澤田育子[6]
- 音楽 - 木戸崇博、村田有希[12]
- 主題歌 - 花澤香菜「Circle」（ポニーキャニオン）[13]
- エンディングテーマ - 裏切りおにぎり a.k.a. Hanako「おんなともだち」（ひとめぼれこーず / Hitomebo Records）[2]
- 監督 - 熊坂出、澤田育子、佐々木梢（PROTX）、中泉裕矢[6]
- プロデューサー - 小松幸敏（テレビ東京）、佐々木梢（PROTX）、平体雄二（スタジオブルー）[6]
- 制作協力 - PROTX、スタジオブルー
- 製作著作 - テレビ東京

### 放送日程
| 各話     | 配信日  | 放送日  | 脚本     | 演出     |
| -------- | ------- | ------- | -------- | -------- |
| LEVEL.01 | 2月01日 | 4月06日 | 政池洋佑 | 熊坂出   |
| LEVEL.02 | 2月01日 | 4月13日 | 政池洋佑 | 熊坂出   |
| LEVEL.03 | 2月08日 | 4月20日 | 下亜友美 | 佐々木梢 |
| LEVEL.04 | 2月08日 | 4月27日 | 下亜友美 | 中泉裕矢 |
| LEVEL.05 | 2月15日 | 5月04日 | 澤田育子 | 澤田育子 |
| LEVEL.06 | 2月15日 | 5月11日 | 澤田育子 | 澤田育子 |
| LEVEL.07 | 2月22日 | 5月18日 | 政池洋佑 | 佐々木梢 |
| LEVEL.08 | 2月22日 | 5月25日 | 政池洋佑 | 熊坂出   |

- 地上波最終話は、前日の『世界卓球2023』の放送（20時 - 22時24分）に伴い20分繰り下げられ、3時40分 - 4時10分に放送された。

| テレビ東京 木曜（水曜深夜）3:20 - 3:50 | テレビ東京 木曜（水曜深夜）3:20 - 3:50              | テレビ東京 木曜（水曜深夜）3:20 - 3:50     |
| 前番組                                 | 番組名                                              | 次番組                                     |
| -------------------------------------- | --------------------------------------------------- | ------------------------------------------ |
| 番組宣伝・単発番組枠                   | 俺の美女化が止まらない!? （2023年4月6日 - 5月25日） | 私と夫と夫の彼氏 （2023年6月1日 - 8月3日） |